# Arthur Flowerdew
Pour les articles homonymes, voir Flowerdew.
 (septembre 2023).
James Arthur Flowerdew, né le 1er décembre 1906 et mort le 30 septembre 2002, est un capitaine anglais originaire du Norfolk, dont les étonnantes réminiscences à propos de la ville antique de Pétra en Jordanie suggèrent fortement à certains la réalité de la réincarnation.

## Biographie
Dès l'adolescence, Flowerdew connut d'étranges visions d'une ville en pierre, sculptée dans une falaise. Ces visions s'accentuaient encore quand il jouait avec des cailloux multicolores sur une plage près de sa maison. La clarté de ses visions s'est accrue en grandissant. 
Adulte, il a regardé un documentaire de la BBC sur la ville antique de Pétra, en Jordanie, et il l'a immédiatement reconnue comme la ville de ses visions. Il était convaincu d'avoir vécu une vie antérieure à Petra et a donc contacté la BBC. Ceux-ci ont filmé et diffusé un documentaire sur Flowerdew, que le gouvernement Jordanien a vu. Intrigué, ils ont offert le vol pour Petra à Flowerdew pour en visiter les ruines et peut-être offrir des remarques sur l'analyse de la ville.
Avant de partir pour la Jordanie, Flowerdew a été interviewé par un archéologue expert des fouilles de Petra de manière à tester ses connaissances de la ville antique. Flowerdew décrit la ville avec une précision incroyable et a souligné trois points de repère importants dans sa mémoire. Il est allé directement à ces points de repère lors de son arrivée à Pétra (y compris son prétendu lieu de meurtre), a expliqué une très plausible utilisation pour un appareil dont l'explication avait déconcerté les archéologues, et même indiqué correctement l'emplacement de nombreux monuments qui n'avaient pas encore été fouillés. 

De nombreux experts ont dit que Flowerdew avait plus de connaissances de la ville que de nombreux chercheurs professionnels. Ceux-ci n'ont pas cru qu'il puisse être un incroyable faussaire (ce qui dans ce cas, aurait vraiment été extraordinaire). L'expert archéologique de Petra qui a accompagné Flowerdew en Jordanie a notamment déclaré,
« He's filled in details and a lot of it is very consistent with known archeological and historical facts and it would require a mind very different from his to be able to sustain a fabric of deception on the scale of his memories—at least those he's reported to me. I don't think he's a fraud. I don't think he has the capacity to be a fraud on this scale. »
« Il a donné beaucoup de détails cohérents avec ce qu'on sait du point de vue archéologique et historique et il aurait fallu des capacités exceptionnelles pour être capable de tenir son rôle. Si je m'en tiens à ce qu'il m'a dit, je ne crois pas qu'il s'agisse d'une fraude. Je ne crois qu'il en ait eu la capacité à une telle échelle »
Flowerdew lui-même a maintenu qu'il n'avait jamais vu ou entendu parler de Petra avant le documentaire de la BBC et n'avait jamais lu quoi que ce soit sur cette ville.
De nombreux chefs spirituels, comme le lama Sogyal Rinpoché du bouddhisme Tibétain, croient que Flowerdew semble apporter une preuve de l'existence de la réincarnation.
Mircea Eliade s'est peut-être inspiré de l'histoire de Flowerdew, sans toutefois parler de Petra, comme base de son roman de 1976 Youth without Youth, qui a été adapté en film sous le titre L'Homme sans âge en 2007 par Francis Ford Coppola.